# Квасков, Николай Фёдорович
Николай Фёдорович Квасков (1904—1985) — участник атомного проекта, лауреат Ленинской и Сталинской (трижды) премий.
Окончил рабфак в Тамбове (1929), Московский институт цветных металлов и золота (1934) и его аспирантуру (1936).
- 1932—1934 начальник цеха комбината «Сихали» Наркомцветмета (Приморский край)
- 1936—1938 контролёр наркомата финансов СССР на заводе № 171 НКВД (Москва),
- 1938—1945 главный инженер и начальник ГУ свинцово-цинковой промышленности (Главцинксвинца) наркомата цветной металлургии,
- 1945—1953 главный инженер и одновременно зам. начальника, начальник 2-го производственного управления, с декабря 1949 г. начальник 1-го управления ПГУ при Совете Министров СССР.
- 1953—1974 начальник производственного 3-го ГУ минсредмаша.

Руководил реконструкцией завода № 12 (Электросталь) и строительством подобных заводов в Новосибирске, Красноярске, Днепродзержинске, Глазове и других городах.
Сталинские премии 1949, 1951 и 1953 гг., Ленинская премия 1957 г. Награждён орденом Ленина (1949), орденами Трудового Красного Знамени (26.04.1939, 06.12.1951, 11.09.1956), другими орденами и медалями.